# Boeing E-6 Mercury
Boeing E-6 Mercury este un avion militar al USAF. La fel ca Boeing KC-135 STRATOTANKER și Boeing E-3 SENTRY AWACS și acest avion a fost construit dintr-un avion Boeing 707.